# الأخوات فوكس

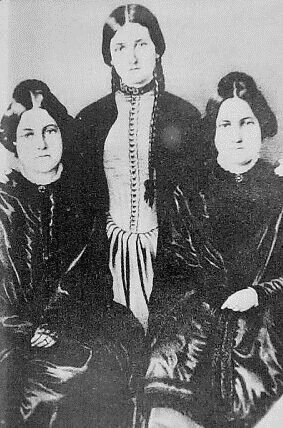
الأخوات فوكس. من اليسار إلى اليمين: مارغريت، كيت، ليا

الأخوات فوكس (بالإنجليزية: fox sisters)‏، الأخوات الشهيرات في أمريكا في القرن التاسع عشر، كن ثلاث شقيقات يتخاطبن مع الأرواح في بيتهن، وذلك عن طريق إحدى خبطات معينة، فكانت الأرواح ترد بشفرة مماثلة، وعن طريق هذه الرسائل المتبادلة عرفن أن هناك قتيلاً دفن في جدران منزلهن. عمت شهرة الأخوات الثلاث ربوع البلاد، ومن هنا ظهرت فكرة التخاطب مع الأرواح وتكونت جمعيات في كل مكان من العالم تجرب الشيء ذاته.
حب الشهرة يحرك المرء دوماً، وأحياناً يعترف المجرم بجريمته ليفتخر بعبقريته مفضلاً السجن على الكتمان، هكذا اعترفت إحداهن - وتدعى مارجريت فوكس - بأن الصوت الرهيب الذي كانت تحدثه الأشباح أحدثته هي بمفاصل قدمها، وقد أحدثت صوت (الدقات الشبحية) أمام 2000 متفرج مذهول في مسرح كبير. وقد قالت بعد هذا الاعتراف، كل موضوع الوساطة الروحية هذا نصب في نصب، لكنه نصب على أعلى طراز ويحتاج إلى تدريب شاق.
كانت هذه ضربة قوية جداً لعلم الوساطة الروحانية، وقد رفض كثيرون من علماء البارسيكولوجيا الاعتراف بهذه الهزيمة.

## المنزل المسكون
هايدسفيل هي قرية صغيرة ومغمورة بالقرب من مديتة روجستير في نيويورك لم تكن تجلب اهتمام الكثيرين ولكن ما حدث في ليلة الرعب في 31 مارس 1848 جلب لها الشهرة والانتباه، أقرأ القصة الحقيقية للأحداث التي جرت في تلك الليلة في منزل عائلة فوكس، هذه الاحداث التي أصبحت مصدر الهام للكثير من مؤلفي القصص المرعبة واصبحت سيناريو للعديد من أفلام الرعب الشهيرة.
بدأت احداث القصة في 11 ديسمبر عام 1847 عندما انتقلت عائلة فوكس المكونة من الاب جون فوكس وزوجته مارغريت وابنتيهما كاتي ومارغريتا للعيش في أحد المنازل في القرية والذي كان معروفا بين أهل القرية بأنه بيت مسكون حيث كانت هناك الكثير من الاقاويل حول اصوات غريبة تصدر من البيت حتى ان المستأجر السابق للبيت كان قد تركه لهذا السبب.

### جراءة لمعرفة الحقيقة
في البداية بدأت العائلة بسماع اصوات وحركات غريبة في البيت سببت الرعب والهلع خاصة لبنات العائلة الصغيرات اللواتي رفضن النوم في غرفة منفصلة وانتقلن إلى غرفة والديهن، كانت الاصوات في بعض الاحيان عالية جدا لدرجة ان الاسرة والكراسي كانت تهتز احيانا، وقد حاولت العائلة عبثا معرفة مصدر الاصوات واستمر الحال كذلك حتى ليلة 31 مارس عندما تحدت الطفلة كاتي مصدر الصوت الخفي بأن يعيد أو يكرر نقرات اصابعها.

## القصة التي وَقَعت عليها السيدة فوكس
و لمعرفة الاحداث الغريبة التي حصلت تلك الليلة اليك ما كتبته السيدة فوكس ووقعت عليه وايده الجيران:
“في الليلة الأولى لسماعنا الاصوات الخفية نهضنا جميعا واوقدنا الشموع باحثين في ارجاء البيت عن مصدرها، ولكن بدون جدوى واستمرت تلك الاصوات لفترة تسمع في نفس المكان، لم تكن اصوات عالية لكنها كانت تصدر صريرا في الاسرة والكراسي سببت لنا الرعب والهلع، لم تكن اصواتا مفاجأة أو عادية بل نستطيع الإحساس بها حتى عندما نقف على ارضية المنزل، استمرت تلك الاصوات تلك الليلة حتى نومنا، لم استطع تلك الليلة النوم حتى الساعة الثانية عشر بعد منتصف الليل.
في ليلة 30 مارس عادت الاصوات لتزعجنا مرة أخرى حيث كانت تسمع في كل اجزاء المنزل، قام زوجي بالوقوف خارج باب المنزل بينما وقفت انا في الداخل ولكن الاصوات استمرت بالنقر على الباب بيننا، ثم سمعنا صوت خطوات في حجرة المؤن في الاعلى استمرت بالنزول عبر الدرج إلى الطابق السفلي ثم إلى القبو، واستمرت الاصوات تزعجنا بدون انقطاع حتى وصلت إلى قناعة بأن البيت مسكون من قبل روح تعسة معذبة، كنت اسمع عادة عن الارواح والبيوت المسكونة ولكني لم اشاهد أي منها من قبل ولم اكن اصدق بها.
في ليلة 31 مارس 1848 قررنا الذهاب إلى الفراش للنوم باكرا وعدم اعارة الاهتمام للاصوات، قررنا ان نأخذ قسطا وافرا من النوم هذه الليلة بعد ان تعبنا في البحث عن الاصوات بدون جدوى في الليالي السابقة، كان الوقت مبكرا جدا عندما اوينا للفراش تلك الليلة، كانت ليلة شديدة الظلام، كنت تعبة جدا من عدم النوم إلى درجة المرض وبمجرد ان تمددت على الفراش حتى بدأت الاصوات من جديد، لم يكن زوجي قد اوى للفراش عندما بدأت الاصوات تلك الليلة والتي كان بأمكاني تمييزها عن جميع الاصوات التي سمعتها من قبل، بناتي الصغار اللواتي كن نائمات في السرير الآخر في الغرفة بدأن بتقليد الاصوات عن طريق النقر بأصابعهن.
ابنتي الصغيرة كاثي قالت فجأة (ايها السيد ذو الخطوات الخفية افعل كما افعل انا) ثم صفقت بيديها فجاء الرد سريعا بنفس عدد الصفقات وعندما توقفت كاتي عن التصفيق توقف وانقطع الصوت الخفي لمدة قصيرة، ثم قالت ابنتي الأخرى مارغريتا، كانها تلعب لعبة مسلية، مخاطبة الصوت الخفي (والآن افعل تماما كما افعل انا، احسب واحد، اثنان، ثلاثة، أربعة) مصفقة بيديها، فجاء الرد سريعا وبنفس العدد من الصفقات، ولكن مارغريتا خافت من ان تكرر الامر ثم قالت كاتي بلهجة طفولية (اه، امي، انا اعلم سر الاصوات الخفية فغدا هو يوم كذبة نيسان ويبدو ان احدهم يحاول ان يخدعنا).
ثم جائتني فكرة بأني استطيع ان اقوم بأختبار لا يمكن لأحد في المنطقة من معرفة الإجابة عليه، طلبت من الصوت بأن يدق بعدد سنوات عمر كل واحدة من ابنتي على حدة، فجاء الجواب سريعا وصحيحا، عمر كلتا ابنتي اعطي بدقة، وتوقف الصوت لمدة كافية للفصل بين عمري كل البنتين، ثم توقف الصوت مرة أخرى لفترة أطول ودق بعدها ثلاثة دقات وهو عمر ابنة لي ماتت في السابق.
ثم سألت مرة أخرى (هل هذا انسان الذي يجيب على اسئلتي بصورة صحيحة؟) ولكني لم احصل على جواب وتوقف الصوت فسألت مرة أخرى (هل هي روح؟ إذا كان كذلك فأجب بدقتين) فجاء الجواب سريعا على سؤالي بدقتين متواليتين، ثم اردفت متسألة (إذا كانت روح تعسة ومعذبة فأجب بدقتين) فجاء الجواب سريعا مرة أخرى بالإيجاب وبصوت قوي هز البيت، فسألت مرة أخرى (اين حصلت لك التعاسة؟ هل في هذا البيت؟) فجاء الجواب بالإيجاب كما في المرات السابقة عن طريق دقتين متواليتين، (هل الشخص الذي سبب لك التعاسة لا يزال حيا) تسألت مرة أخرى وجائت الإجابة مؤكدة مرة أخرى بنقرتين، وبنفس الطريقة استطعت معرفة بأن الروح هي لرجل في الواحدة والثلاثين من العمر قتل في هذا المنزل ودفنت جثته في القبو كما انه لديه عائلة مكونة من زوجة وخمسة أطفال، ولدان اثنان وثلاثة بنات، وان اطفاله لازالوا على قيد الحياة بينما توفت زوجته.
و سألته مرة أخرى (هل ستستمر بالدق إذا استدعيت الجيران ليحضروا ويسمعوا أيضا؟) فجاء الصوت موافقا بنقرتين وبصوت عالي.
ذهب زوجي سريعا واستدعى السيدة ريدفيلد اقرب الجيران إلى منزلنا والتي كانت امرأة نزيهة جدا، كانت الساعة السابعة والنصف مساءا عندما حضرت السيدة ريدفيلد وقد حضرت بسرعة لكونها ظنت ان الامر مجرد مزحة ولكنها اندهشت عندما رأت علائم الخوف والرعب والشحوب على وجوهنا وقمت مرة أخرى بتوجيه عدة اسئلة إلى الروح وجاء الجواب كما في السابق مخبرا السيدة ريدفيلد بعمرها بصورة دقيقة فقامت السيدة ريدفيلد بأستدعاء زوجها وطرحت اسئلت جديدة وتم الإجابة عليها بنفس الطريقة.
بعد ذلك قام السيد ريدفيلد بأستدعاء السيد ديسلر وزوجته وكذلك السيد والسيدة هايدي والسيدة جويل وقام السيد ديسلر بسؤال عدة اسئلة وحصل على اجابات عليها بنفس الطريقة (النقر) ثم قمت انا بذكر أسماء جميع الجيران الذين اعرفهم وسألت الروح ان كان احدهم هو الذي سبب الاسأة لها فلم احصل على جواب ثم سأل السيد ديسلر (هل تم قتلك؟) فجاء الرد عاليا ومتواصلا واردف السيد ديسلر (هل يمكن لقاتلك ان يمثل امام العدالة) ولم يرد الصوت (هل يمكن ان تتم معاقبته بواسطة القانون) ولا اجابة مرة أخرى، ثم سأله السيد ديسلر (إذا كان قاتلك لا يمكن ان يعاقب بواسطة القانون فأعلمنا بذلك) وجاء النقر متواصلا وواضحا بالإيجاب.

### قصة تلك الروح
وبنفس الطريقة استطاع السيد ديسلر معرفة ان الرجل صاحب الروح تم قتله في غرفة النوم الشرقية قبل حوالي خمسة سنوات وان القاتل كان رجلا وان الجريمة تمت في ليلة الثلاثاء في الساعة الثانية عشرة بعد منتصف الليل وان القتل تم بواسطة قطع حنجرته بواسطة سكين قصابة وان الجثة سحبت إلى القبو وانه لم يتم دفنها حتى اليوم التالي ثم دفنت على عمق عشرة اقدام تحت الارضية وكذلك قالت الروح بأنها قتلت من اجل مالها.
(كم كان المال؟) لا اجابة (هل كان مئة؟) لا اجابة (مئتين؟) لا اجابة ولكن عندما سئل ان كان خمسمائة جاء الرد بالإيجاب.
تم استدعاء الكثيرين ممن كانوا يصطادون في تلك الاثناء في النهر وطرحت نفس الاسئلة وجاءت نفس الاجوبة مرة أخرى وبقى الكثيرين في المنزل طوال الليل اما انا واطفالي فقد غادرنا المنزل وفي يوم السبت من الاسبوع اللاحق حضر الكثيرين أيضا ولكن لم تكن هناك أي اصوات في النهار ولكنها عادت مرة أخرى في الليل سمعها قرابة الثلاثمائة شخص كانوا متواجدين في المكان وفي اليوم التالي تواصلت الاصوات والنقر حتى في النهار حيث سمعها عدد كبير من الناس.
في ليلة يوم السبت 1 نيسان بدؤا الحفر في القبو بحثا عن الجثة، لقد حفروا عميقا ولكنهم لم يجدوا شيئا حتى وصلوا إلى الماء فتركوا الحفر واختفت الاصوات في اليوم والليلة التالية أي يوم الأحد.
انا لا اؤمن بالبيوت المسكونة أو التجليات الروحية وانا اسفة جدا للضجة التي سببها هذا الامر والتي سببت بدورها الكثير من المتاعب لنا والذي كان بسبب حظنا العاثر في السكن في هذا المنزل ولكني في الحقيقة راغبة ومتلهفة إلى ان تعرف الحقيقية وان يكتب تقرير صحيح وحيادي عما حصل هنا، لم اعد احسب الايام التي يبدأ فيها النقر والاصوات ولكني اعلم بأن الاصوات تكررت بصورة مستمرة وقد سمعناها انا واطفالي مرة أخرى في يوم 4 نيسان.
انا اشهد بأن هذا النص قد قرأ علي وهو صحيح وانا مستعدة للقسم على ذلك إذا طلب مني.
التوقيع: مارغريت فوكس، 14 نيسان 1848

## ما حصل بعد ذلك
لقد تمكن الجيران من عمل شفرة بينهم وبين الروح وذلك عن طريق تبديل عدد النقرات بحروف فاستطاعوا معرفة ان الروح تعود لشخص اسمه شارلز روزنا وهو بائع متجول تم قتله في البيت قبل خمسة سنوات وقد عاد الجيران للحفر بالقبو في الصيف حتى اكتشفوا خصلات من الشعر البشري وعدة عظام بشرية واسنان ولكنهم لم يجدوا الجثة كاملة اما بالنسبة للسيدة فوكس فقد روي ان شعرها قد ابيض كاملا بعد تلك الليلة المرعبة وبالنسبة إلى الفتاتين فقد ارسلت احداهما إلى بيت اخيها والأخرى إلى بيت اختها المتزوجان والذين يعيشان منفصلين عن العائلة، ولكن للمفاجأة فقد بدأت الاصوات الغريبة بالنقر في البيتين الذين انتقلت اليه الفتاتين وهو الذي ادى إلى معرفة ان الفتاتين هن وسيطات روحيات بالفطرة وانه بسببهن فقد تمكنت الام والجيران من الحديث مع الروح، وبالفعل فقد أصبحت هاتين الشقيقتين وكذلك اختهن الكبرى ليا وسيطات روحنيات مشهورات وذاع صيتهن وعرفن بأسم الاخوات فوكس وسلطت عليهن الاضواء حتى وفاتهن (مارغريتا 1836-1893، كاتي 1838-1892 وليا 1814-1890) ولذلك قصة أخرى عجيبة ربما سنرويها لاحقا في مقال اخر.

## قراءة إضافية
- Chapin, David. (2004). Exploring Other Worlds: Margaret Fox, Elisha Kent Kane, and the Antebellum Culture of Curiosity. University of Massachusetts Press.
- Davenport, Reuben Briggs. (1888). The Death-Blow to Spiritualism: Being the true story of the Fox sisters, as revealed by authority of Margaret Fox Kane and Catherine Fox Jencken. New York: G. W. Dillingham.
- Hansel, C. E. M. (1989). The Search for Psychic Power. Prometheus Books. ISBN 0-87975-516-4
- هاري هوديني. (2011, originally published in 1924). A Magician Among the Spirits. Cambridge University Press. ISBN 978-1-108-02748-9
- Mann, Walter. (1919). The Follies and Frauds of Spiritualism. Rationalist Association. London: Watts & Co.
- تشارلز غرافتون بيج. (1853). Psychomancy: Spirit-Rappings and Table-Tippings Exposed. New-York, D. Appleton and Company.
- Stuart, Nancy Rubin. 2005. The Reluctant Spiritualist: The Life of Maggie Fox. New York, Harcourt.
- ريتشارد وايزمان. (2011). Paranormality: Why We See What Isn't There. Macmillan. ISBN 978-0-230-75298-6

## روابط خارجية
- See video and pictures of original stone foundation of the Fox sisters homestead in Hydesville, New York by Rev. Brian Kent
- The Fox Sisters: Communicating with the Beyond, Spiritualism and the Lily Dale Community by John H. Martin
- Boston Journal article from 1904 regarding the discovery of a body in the cellar of the Fox sisters' house.
- Photograph of Kate and Maggie Fox, New York, 1852. Thomas M. Easterly. From the Missouri History Museum.